# Савинов, Василий Иванович (писатель)
Василий Иванович Савинов (около 1824 года — 18 (30) апреля 1878) — русский писатель.

## Биография
Родился в дворянской семье, окончил Петербургский университет.
С 1842 года служил юнкером в 13-м линейном Черноморском батальоне. За участие в Натухайской экспедиции был награждён Георгиевским крестом и произведён в прапорщики. В 1843 году попал в плен к абазинскому князю «Астан-Горы» (видимо, Астангери), который жил в «ауле Дазари», в верховьях реки Гумиста, и провёл в плену три месяца.
В 1846 году вышел в отставку в чине подпоручика и поселился в Петербурге. С 1848 года его произведения регулярно печатались в журналах Петербурга и Москвы.
В 1854 году поселился в селе Новобоярщина Вельского уезда Смоленской губернии. Последние годы жизни провёл в нужде, живя на скудные литературные заработки.

## Творчество
Написал множество художественных произведений, но их считают стилистически недоработанными, перегруженными штампами.
Его произведения о Кавказе представляют интерес для исследователей истории края.